# Рейес, Альфонсо
Альфо́нсо Ре́йес Очоа (исп. Alfonso Reyes Ochoa, 17 мая 1889, Монтеррей — 27 декабря 1959, Мехико) — мексиканский писатель, переводчик, журналист и дипломат, юрист, деятель культуры, крупнейшая фигура национальной словесности.

## Биография

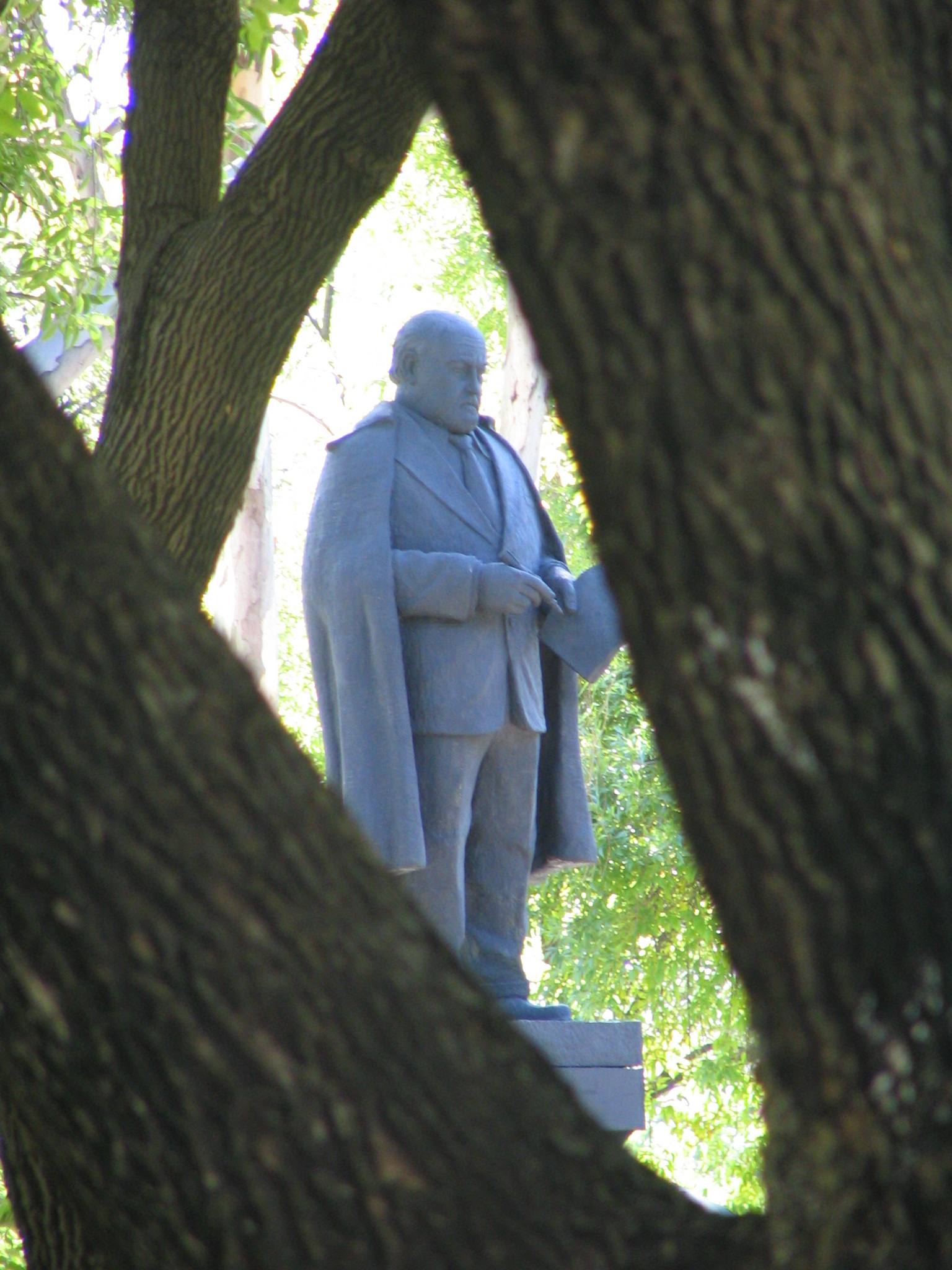
Памятник Альфонсо Рейесу в парке Монтеррея

Сын мексиканского военного и политического деятеля Бернардо Рейеса, в 1913 году погибшего в ходе восстания против президента страны Франсиско Мадеры. Учился юриспруденции, один из создателей юношеского литературного кружка «Атеней молодёжи». Преподавал в Национальном университете, с 1913 года на дипломатической службе во Франции. Позднее жил и работал на Кубе, а также в Испании (1914—1924), где занимался журналистикой, публиковал труды по испанскому барокко и, познакомившись с Хосе Ортегой-и-Гассетом, сотрудничал с его журналом Revista de Occidente (Западное обозрение). В 1927—1930 годах занимал пост мексиканского посла в Буэнос-Айресе, где каждое воскресенье обедал с Х. Л. Борхесом. В 1939 году вернулся в Мексику, где возглавил Дом Испании, а затем Национальный коллеж в Мехико, ставший домом для многих испанских эмигрантов после победы франкизма в гражданской войне.

## Творчество
Автор стихов, драмы, прозаических произведений, трудов по истории литературы и философии, универсальный эссеист. Перевел Илиаду Гомера, произведения Стерна, Честертона, Чехова. Наследие Рейеса огромно, в Мексике издано собрание его сочинений в 26 томах (1955—1993)

## Избранные произведения

### Стихи
- Pausa (1926)
- 5 casi sonetos (1931)
- Yerbas del Tarahumara (1934)
- Otra voz (1936)
- Cantata en la tumba de Federico García Lorca (1937)

### Драмы
- Ifigenia Cruel (1924, на её основе написали оперы Роберто Тельес Оропеса и Леандро Эспиноса)

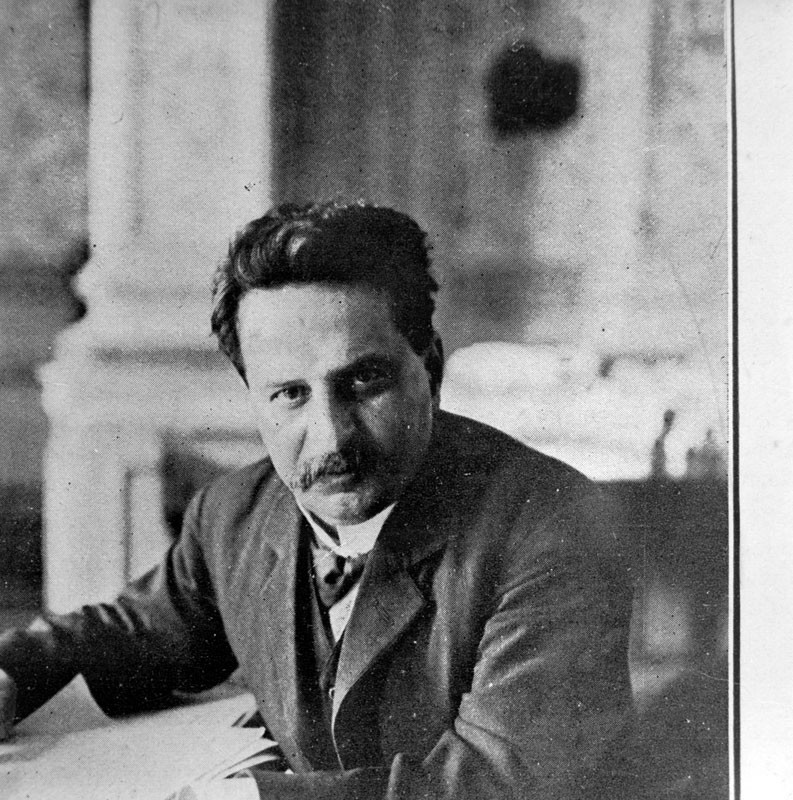
Альфонсо Рейес в 1910 году

### Эссе
- Cuestiones estéticas (1911)
- Visión de Anáhuac (1915)
- El suicida (1917)
- Cartones de Madrid (1917)
- Simpatías y diferencias (1921)
- Vísperas de España (1921)
- Calendario (1924)
- Cuestiones gongorinas (1927)
- Discurso por Virgilio (1931)
- Homilía por la cultura (1935)
- Capítulos de Literatura Española (1939—1945)
- Pasado Inmediato (1941)
- La experiencia literaria (1942)
- El deslinde (1944)
- Tres puntos de exegética literaria (1945)
- Trazos de historia literaria (1951)
- Trayectoria de Goethe (1954)
- La X en la Frente (1952)
- Memorias de Cocina y Bodega (1953)
- Estudios Helénicos (1957)

### Проза
- Árbol de Pólvora (1953)
- Quince Presencias (1955)

## Признание
Член Мексиканской академии языка, Испанской королевской академии, почетный доктор университетов Сорбонны, Гарварда, Беркли, Гаваны и др. В 1973 в Мексике учреждена Международная премия Альфонса Рейеса, среди её лауреатов — Хорхе Луис Борхес (1973), Алехо Карпентьер (1975), Андре Мальро (1976), Хорхе Гильен (1977), Карлос Фуэнтес (1979), Октавио Пас (1985), Адольфо Бьой Касарес (1990), Харольд Блум (2003), Джордж Стайнер (2007) и др.